# Урбаньски, Войтек
Войтек (Войцех) Урбаньски (род. 11 ноября 1982, Варшава, Польша) — польский актёр и режиссёр.

## Биография и карьера
Родился 11 ноября 1982 года в городе Варшава.
Актёрскому мастерству учился сначала в Польше, потом — в Санкт-Петербурге в академии театрального искусства. Является режиссёром «Этюд-театра». Сыграл главную роль в фильме «Хармс».

## Фильмография
| Год  |   | Русское название                 | Оригинальное название            | Роль                     |
| ---- | - | -------------------------------- | -------------------------------- | ------------------------ |
| 1999 | с | В добре и в зле                  | Na dobre i na zle                | Кэрол Гоздзик            |
| 2006 | с | Ранчо (телесериал)               | Ranczo                           | ТВ-спикер                |
| 2008 | с | Время чести (телесериал)         | Czas honoru                      |                          |
| 1998 | с | Отец Матфей                      | Ojciec Mateusz                   | Георг Вицек              |
| 2010 | с | Военная разведка. Западный фронт | Оригинальное название неизвестно | Томаш Торгонски, связной |
| 2011 | с | 1920 год. Война и любовь         | 1920. Wojna i milosc             | Тихонов                  |
| 2012 | с | Комиссар Алекс                   | Komisarz Alex                    | Вадим                    |
| 2013 | ф | Дорожный патруль                 | Drogówka                         | хозяин собаки            |
| 2014 | ф | Песни пьющих                     | Pod mocnym aniolem               | Кафка                    |
| 2014 | с | Обо мне не беспокойтесь          | O mnie sie nie martw             | Андрей                   |
| 2015 | ф | Доля правды                      | Ziarno prawdy                    | Вайсброт                 |
| 2016 | ф | Хармс (фильм)                    | Оригинальное название неизвестно | Даниил Хармс             |